# 大曲郵便局
大曲郵便局（おおまがりゆうびんきょく）は秋田県大仙市にある郵便局である。民営化前の分類では集配普通郵便局であった。

## 概要
住所：〒014-8799 秋田県大仙市佐野町1-19

## 沿革
- 1872年8月4日（明治5年7月1日） - 大曲郵便取扱所として開設[1]。
- 1875年（明治8年）1月1日 - 大曲郵便局（五等）となる。
- 1879年（明治12年） - 為替取扱を開始。
- 1882年（明治15年）10月16日 - 貯金取扱を開始。
- 1890年（明治23年）11月16日 - 大曲郵便電信局となる[2]。
- 1891年（明治24年）10月16日 - 欧文電報および欧字又はアラビア数字入り和文電報の取扱を開始[3]。
- 1893年（明治26年）3月1日 - 小包郵便取扱を開始[4]。
- 1903年（明治36年）4月1日 - 通信官署官制の施行に伴い大曲郵便局となる。
- 1908年（明治41年）
  - 2月16日 - 電話通話事務を開始[5]。
  - 9月17日 - 特設電話加入申込の受理を開始[6]。
- 1909年（明治42年）2月11日 - 電話交換業務および電話加入者の託送電報取扱を開始[7]。
- 1928年（昭和3年）
  - 7月21日 - 東京が市外通話区域となる[8]。
  - 10月1日 - 特設電話を普通電話に変更[9]。
- 1941年（昭和16年）2月1日 - 官制改正により特定郵便局となる。
- 1944年（昭和19年）10月15日 - 特定郵便局から普通郵便局に局種別改定[10]。
- 1949年（昭和24年）6月1日 - 逓信省が郵政省と電気通信省に分割するのに伴って、大曲郵便局と大曲電報電話局に分割[11]。
- 1956年（昭和31年）9月1日 - 電話通話および和文電報受付事務の取扱を開始[12]。
- 1972年（昭和47年）3月21日 - 大曲市上大町から同市佐野町へ移転[13]。
- 1991年（平成3年）10月1日 - 外国通貨の両替および旅行小切手の売買に関する業務取扱を開始。
- 2006年（平成18年）3月31日 - この日をもって、外国通貨の両替および旅行小切手の売買に関する業務取扱を終了。
- 2007年（平成19年）
  - 3月5日 - 四ッ屋郵便局から集配業務を移管[14]。
  - 10月1日 - 民営化に伴い、併設された郵便事業大曲支店に一部業務を移管。
- 2012年（平成24年）10月1日 - 日本郵便株式会社の発足に伴い、郵便事業大曲支店を大曲郵便局に統合。
- 2016年（平成28年）3月22日 - 角間川郵便局から集配業務を移管。
- 2022年（令和4年）4月1日 - 日本郵政グループの組織改正により、かんぽ生命保険秋田支店大曲郵便局かんぽサービス部を設置。当局が取扱っていた金融コンサルタント業務を移管[15]。

## 取扱内容
- 郵便、印紙、ゆうパック、チルドゆうパック、内容証明、国際郵便
- 貯金、為替、振替、振込、国際送金、国債、投資信託、確定拠出年金、財形定額貯金
- 生命保険、バイク自賠責保険、自動車保険、がん保険、引受条件緩和型医療保険、変額年金保険
- ゆうちょ銀行ATM
- 大仙市内の一部地域の集配業務
- ゆうゆう窓口

## 風景印
- 図案は花火・太平山遠望。局名表記は「大曲」
- 使用開始日は1986年（昭和61年）8月1日

## 周辺
- 大仙市役所花館出張所
- 大仙市立大曲中学校
- 国道13号
- 国道105号
- 雄物川

## アクセス
- JR秋田新幹線・奥羽本線・田沢湖線 大曲駅から徒歩約11分
- 羽後交通バス 大曲中前停留所もしくは佐野町停留所下車
- 秋田自動車道 大曲ICから北東へ約7.5km
- 駐車場あり：18台